# Molophilus mawiliri
Molophilus mawiliri är en tvåvingeart som beskrevs av Günther Theischinger 1992. Molophilus mawiliri ingår i släktet Molophilus och familjen småharkrankar. Inga underarter finns listade i Catalogue of Life.